# Санту-Эштеван-даш-Галеш
Санту-Эштеван-даш-Галеш (порт. Santo Estêvão das Galés)  —  район (фрегезия) в Португалии,  входит в округ Лиссабон. Является составной частью муниципалитета  Мафра. Находится в составе крупной городской агломерации Большой Лиссабон. По старому административному делению входил в провинцию Эштремадура. Входит в экономико-статистический  субрегион Большой Лиссабон, который входит в Лиссабонский регион. Население составляет 1 709 человек на 2011 год. Занимает площадь 18,46 км².
Покровителем района считается Стефан Первомученик (порт. Santo Estêvão).